# Pleurothallis ramificans
Pleurothallis ramificans är en orkidéart som beskrevs av Carlyle August Luer. Pleurothallis ramificans ingår i släktet Pleurothallis och familjen orkidéer. Inga underarter finns listade i Catalogue of Life.